# Bomolocha exoticalis
Bomolocha exoticalis là một loài bướm đêm trong họ Noctuidae.